# Pretty Guardian Sailor Moon
«Pretty Guardian Sailor Moon» (яп. 美少女戦士セーラームーン Бисё:дзё Сэнси Сэ:ра: Му:н, обычно сокращается до PGSM) — игровой телесериал в жанре токусацу в метасерии «Сейлор Мун», созданной Наоко Такэути. Он был выпущен студией Toei, также выпускавшей Super Sentai и Kamen Rider Series. Одновременно с показом сериала шло переиздание одноимённой манги.
PGSM транслировался только на территории Японии с 4 октября 2003 года по 25 сентября 2004 года. Сюжет сериала построен на первой сюжетной арке метасерии.
Музыкальная тема сериала называется «Kirari*Sailor Dream!» и исполняется J-pop певицей Sae. Слова к этой песне были написаны Наоко Такэути.
Сериал состоит из 49 серий, называемых «актами» и также включает две специальные серии, выпущенные только для DVD.

## Сюжет
Тёмное королевство во главе с королевами Берилл и Металия и четырьмя генералами собирает энергию, чтобы Берилл смогла покорить мир. Им противостоят воины в матросках — пять учениц средней школы: бойкая Усаги Цукино, гений школы Ами Мидзуно, девчонка-сорванец Мако Кино, обладающая паранормальными способностями, мико Рэй Хино и звезда j-pop Минако Аино; двое существ в образе котов (Луна и Артемис) и Такседо Маск, похититель драгоценностей, разыскивающий Серебряный кристалл.

## Производство
За десять лет до съёмок американские компании «Saban Entertainment» (которая в своё время создала сериал «Могучие Рейнджеры») и «Renaissance-Atlantic Entertainment» попытались «адаптировать» Сейлор Мун в американское шоу. Эта версия представляла собой некий микс живых актёров с анимацией в американском стиле. Фактически, всё что осталось от «Сейлор Мун» это — сами имена и тема «махо-сёдзё». Сюжет предполагал пять разнонациональных американских школьниц, не имеющих почти ничего общего с оригинальными персонажами. Их имена были взяты из американской адаптации «Сейлор Мун». Концепция заключалась в том, что живые актёры использовались в сценах про обычную жизнь, а анимация — в сценах с супер-героинями, начиная с моментов их перевоплощений, из-за чего все битвы с врагами разворачивались в космосе, где войны передвигались на устройствах, похожих на средства для виндсёрфинга. Внешний вид воинов имел мало общего с оригиналом. Эта попытка привела к снятому «Renaissance-Atlantic Entertainment» демонстрационному видеоролику, чья презентация состоялась в 1998 году, где была встречена с насмешками, после чего идея шоу больше не поднималась, хотя сценарий пилотного эпизода был сделан.
Кастинг на пять главных ролей начался в июне 2003 и длился всего неделю. В общей сложности его прошло около 1152 девушек. Сэйю Кэйко Хан, которая в аниме озвучивала Луну, вернулась к этой же роли и в данном сериале. Тиэко Кавабэ, которая сыграла Нару Осака, до этого пять раз исполняла роль Сейлор Меркурий в мюзиклах «Sailor Moon». По странному стечению обстоятельств, множество актёров сериала в разное время исполняли роли в сезонах Токусацу Kamen Rider (Дзёдзи Сибуэ, Масая Кикавада, Рина Койкэ). Идея сделать Луну человеком появилась уже после начала съёмок. Причём в объявлении о кастинге роль не была никак расписана, и Рина Койкэ пришла на прослушивание, думая, что пробуется на роль Чибиусы. О том, кого она будет играть, ей не сказали даже, когда утвердили на роль, и она узнала об этом только тогда, когда её вызвали на студию на примерку костюма. Ёсито Эндо, который сыграл Зойсайта, сам придумал все мелодии, которые Зойсайт играет на рояле, и сам сыграл их во время записи. Аяка Комацу, которая сыграла Минако, не читала оригинальную мангу до начала съёмок и, по её словам, специально не стала этого делать из-за того, что образ Минако в телесериале сильно отличается от её образа в аниме и манге.
Съёмки начались 8 августа и первой снималась сцена на мосту в районе Кита, где Луна сваливается на Усаги (снимался конкретно эпизод, когда Луна уже оказывается на голове Усаги). Эпизоды для вступительной заставки и заставки перевоплощений и атак были отсняты за месяц до премьеры. Эпизоды превращённой в пустыню Земли в финальной серии были сняты в дюнах Накатадзима в южной части Хамамацу.
В названии сериала не стали использовать классический оригинальный логотип из манги (который использовался и в аниме) и вместо этого был придуман новый, который также использовался в новом переиздании манги (в том числе и в переизданной версии Codename: Sailor V) и в новом оформлении официального сайта. Официальным английским названием в логотипе стало «Pretty Guardian Sailor Moon», хотя слово «сэнси» до этого официально переводилось в других продуктах под маркой «Сейлор Мун» как «воин», то есть «Pretty Soldier Sailor Moon», но здесь оно было переведено, как «guardian» (рус. хранитель, страж).

## Отличия в сюжете
Несмотря на то, что «Pretty Guardian Sailor Moon» является пересказом первой сюжетной арки манги, существует множество отличий сериала от оригинальных манги и аниме. События в телесериале в большей степени объединены единым сюжетом, чем отдельные серии аниме, и фокусируются в основном на обычной жизни девочек и их связи с прошлыми жизнями, а не собственно на боях с врагами. Первые серии почти полностью совпадают с мангой и аниме, но с появлением Сейлор Юпитер начинаются оригинальные спин-офф’ы. Как и первый сезон в аниме, телесериал, в отличие от манги, имеет закрытую концовку, не дающую намёка на то, что в ближайшем будущем главным героям придётся столкнуться с новыми врагами.
Отношения Усаги и Рэй ближе по духу к манге; несмотря на то, что у них есть разногласия, они никогда не доходят до таких конфликтов, как в аниме. Одно из сильнейших изменений произошло с персонажем Минако Аино, которая вместо того, чтобы быть простой девочкой как и другие, в сериале стала знаменитой поп-звездой. Когда Минако впервые появляется, то сражается с преступниками в образе Сейлор Ви (как и в других версиях). В её репертуаре есть отсылка на двойную жизнь: её самый известный хит называется «C’est La Vie» (с фр. — «Такова жизнь!»). Это японская игра слов. В японском «Сейлор V» произносится セーラーV seːɽaːbwiː и похоже на японское произношение «C’est La Vie» seɽabwi. У песни беззаботный и жизнеутверждающий тон, тогда как настоящее значение французской фразы является напоминанием, что жизнь иногда жестока.
Кроме изменений в сюжете были сделаны небольшие поправки, делающие произведение более современным. Например, в оригинальных произведениях Ами слушала аудиокассеты, а в новой версии кассету заменил мини-диск. Вместо ручки для превращения и коммуникатора каждому воину даны магические камерофон и браслет. Также их секретное убежище не в центре видеоигр, а в комнате караоке бара.
Изменения коснулись и воинов в матроске: среди них появились Сейлор Луна, Тёмная Сейлор Меркурий и принцесса Сейлор Мун. Также появляется новый враг: Мио Куроки.
Изменились также визуальные детали. Костюм Сейлор Мун по дизайну больше похож на костюм из 3-го сезона (в частности, медальон для перевоплощения скопирован с того, что был в 3-м сезоне). На голове у Сейлор Мун две белые заколки, которые с самого начала присутствуют в манге, но в аниме появляются только у реинкарнации Супер-Сейлор Мун. В целом телесериал вобрал в себя небольшую часть стилистических деталей от каждого из пяти сезонов, но сюжет основан только на первой сюжетной арке.

## Продолжение
В целом сериал произвёл в Японии шумную, но очень неоднозначную реакцию. И хотя сериал в целом имел относительно неплохой успех, и положительных отзывов о нём было больше, в конце 2004 года компания «Toei» официально заявила, что продолжения не будет, поскольку рейтинги всё же были не такими высокими, на которые они рассчитывали. В общем и целом сериал постигла судьба многих малоудачных киноэкранизаций культовых мультфильмов.

## Выпуски на DVD

### Pretty Guardian Sailor Moon: Special Act
Сиквел к сериалу, повествующий о событиях, случившихся через 4 года после сериала. Речь идет о свадьбе между Мамору Тиба и Усаги Цукино. Перед церемоний они должны сразиться с Мио Куроки, воскресшей и решившей стать новой королевой Тёмного королевства. Она похищает Мамору и Усаги, желая сделать Мамору своим мужем. Но четверо генералов также возродились и помогли своему господину победить слуг Мио. В то же время воины в матросках за исключением Сейлор Марс, оказавшейся в больнице после битвы с йомами, используют Лунный Меч, чтобы опять превратиться в воинов и ещё раз победить Мио. Акт заканчивается свадьбой Усаги и Мамору и помолвкой Мотоки и Мако.
Этот акт длится час, то есть в два раза длиннее других.

### Pretty Guardian Sailor Moon: Act Zero
Этот акт является приквелом к сериалу. В нём рассказывается как Минако Аино встретила Артемиса и стала Сейлор V. Она должна использовать новые силы, чтобы поймать мага/вора драгоценностей по имени Кью Ти Кэнко и его помощников. В то же время Усаги и её друзья решают переодеться в самодельные сейлор фуку, чтобы испугать воров и помешать им ограбить магазин матери Нару. Усаги одевается Сейлор Кроликом, Нару — Сейлор N, их подруги Канами и Момоко как Сейлор К и Сейлор М. Актёры, исполнившие в сериале роли 4-х ситэнно, показаны как неопытные офицеры полиции, называющие себя «полицейские ситэнно»: капитан Курои (Кунсайт), офицер Акаи (Нефрит), офицер Сирои (Зойсайт) и женщина-офицер Ханако (Джедайт). История заканчивается прибытием на Землю Луны, собирающейся пробудить силы воина в Усаги.

#### Мини-серии
Вместе с Act Zero распространились две мини-серии. Каждая приблизительно 5 минут длиной. Hina Afterward рассказывает о том, что стало с Хиной после разрыва помолвки с Мамору. Tuxedo Mask’s Secret Birth показывает появление Такседо Маска. Она включает шутливое перевоплощение в котором вместо того, чтобы превратится магически, Мамору пытается надеть костюм Такседо.

### Супер урок танца
Небольшое видео, на котором Луна, Сейлор Юпитер и Сейлор Мун рассказывают зрителям, как исполнять танцы по песням из сериала: «Romance» и «Here We Go! -Shinjiru Chikara-» (яп. Here We Go!-信じるチカラ-, Here We Go! -Синдзиру Тикара-) Также демонстрируются танцы к «C’est La Vie ~ Watashi no Naka no Koi Suru Bubun» (яп. C'est la Vie〜私のなかの恋する部分 C'est La Vie ~ Ватаси но Нака но Кои Суру Бубун) и «Kirari*Sailor Dream!» (яп. キラリ☆セーラードリーム!), хотя инструкций к ним нет.

### Kirari Super Live!
Специальный концерт, проходивший 2 мая 2004 года в Yomiuri Hall для 1000 победителей конкурса Sailormoon Campaign. На концерте не только актёрами были исполнены музыкальные композиции из сериала, но также был разыгран сюжет, по которому воины в матросках старались остановить ситэнно, пытавшихся забрать энергию у аудитории (как часть сюжета сериала его действие разворачивалось в промежутке между 31 и 32 сериями). Шоу было записано и выпущено на DVD. На DVD также были включены сцены из-за кулис и интервью с командой проекта.

## Список серий
Названия серий никогда не показывались в сериале, и идущий ниже список взят из памятной книги «Pretty Guardian Sailor Moon Memorial Book», которую издательство «Сёгакукан» выпустило в октябре 2004 года.
| Телесериал         | Телесериал | Телесериал       |
| Действие #         | Название серии | Дата выхода      |
| ------------------ | --- | ---------------- |
| Действие 1         | Я Сейлор Мун! «Ватаси га Сэ:ра: Му:н!» (わたしがセーラームーン！)                                                                                | 4 октября 2003   |
| Действие 2         | Ами-тян становится другом «Ами-тян га Накама ни Натта ва» (亜美ちゃんが仲間になったわ)                                                           | 11 октября 2003  |
| Действие 3         | Третий воин — мико Рэй-тян «Саннинмэ но Сэнси ва Мико но Рэй-тян» (三人目の戦士はみこのレイちゃん)                                               | 18 октября 2003  |
| Действие 4         | Проникнуть на вечеринку! «Па:ати: ни сэн'ню: ё!» (パーティーに潜入よ！)                                                                          | 25 октября 2003  |
| Действие 5         | Усаги-тян настоящий друг? «Усаги-тян ва Хон'то: но Томодати?» (うさぎちゃんは本当の友達？)                                                       | 1 ноября 2003    |
| Действие 6         | Переведённая ученица — Сейлор Юпитер «Тэнко:сэи ва Сэ:ра: Дзюпита:» (転校生はセーラージュピター)                                                 | 8 ноября 2003    |
| Действие 7         | Он видел моё перевоплощение! «Хэнсин суру но о Мирарэ тятта!» (変身するのをみられちゃった！)                                                     | 15 ноября 2003   |
| Действие 8         | Рэй и её отец «Рэи то Ото:сан» (レイとお父さん)                                                                                                  | 22 ноября 2003   |
| Действие 9         | Защитить Иллюзорный Серебряный Кристалл «Маморэ! Мабороси но Гинсуисё:» (守れ！幻の銀水晶)                                                       | 29 ноября 2003   |
| Действие 10        | Я королева Берилл, королева Тьмы «Варава га Ями но Дзё: Куин Бэриру» (わらわが闇の女王クイン・ベリル)                                            | 6 декабря 2003   |
| Действие 11        | Мы встретимся с настоящей Минако-тян! «Хонмоно но Минако-тян ни Аттятта!» (本物の美奈子ちゃんに会っちゃった！)                                   | 13 декабря 2003  |
| Действие 12        | Настоящая личность Сейлор V — принцесса! «Sērā Bui no Shōtai wa Purinsesu datta no!» (セーラーＶの正体はプリンセスだったの！)                    | 20 декабря 2003  |
| Действие 13        | Последний из Ситэнно, Кунсайт, появляется «Shitennō Saigo no Hitori Kuntsaito Arawaru» (四天王最後の一人クンツァイトあらわる)                    | 27 декабря 2003  |
| Действие 14        | Усаги стала йомой? «Usagi ga Yōma ni?» (うさぎが妖魔に？)                                                                                        | 10 января 2004   |
| Действие 15        | Я покараю вора! «Dorobō o Oshioki yo!» (どろぼうをおしおきよ！)                                                                                  | 17 января 2004   |
| Действие 16        | Я спасу Осаку-сан! «Ōsaka-san o Tasuke nakya!» (大阪さんをたすけなきゃ！)                                                                        | 24 января 2004   |
| Действие 17        | Перевоплощение Минако на глазах у Рэй! «Rei no Me no Maede Minako ga Henshin!» (レイのめのまえで美奈子が変身！)                                  | 31 января 2004   |
| Действие 18        | Наконец-то все пятеро воинов в матросках вместе «Tsuini Sorotta Gonin no Sērā Senshi» (ついにそろった５人のセーラー戦士)                         | 7 февраля 2004   |
| Действие 19        | Усаги и беспокойный день Святого Валентина «Usagi no Dokidoki Barentain» (うさぎのドキドキバレンタイン)                                          | 14 февраля 2004  |
| Действие 20        | Хина-сан невеста Мамору… «Hina-san wa Mamoru no Konyakusha datta no…» (陽菜さんは衛の婚約者だったの・・・)                                       | 21 февраля 2004  |
| Действие 21        | Ами-тян, ты пойдешь на это!? «Ami-chan ni Nani o Shita!» (亜美ちゃんになにをした！)                                                              | 28 февраля 2004  |
| Действие 22        | Ами-тян становится врагом… «Ami-chan ga Teki no te ni…» (亜美ちゃんが敵のてに・・・)                                                             | 6 марта 2004     |
| Действие 23        | Рэй поёт ради пробуждения своей силы воина «Senshi no Chikara o Mezamesaserutame, Utau Rei» (戦士の力を目覚めさせるため、うたうレイ)             | 13 марта 2004    |
| Действие 24        | И всё же, не могу забыть о Мамору Тибе «Yappari Chiba Mamoru no Koto ga Wasurerarenai no» (やっぱり地場衛のことがわすれられないの)               | 20 марта 2004    |
| Действие 25        | Значит, Такседо Маск — Мамору Тиба… «Takishīdo Kamen no Shōtai ga Chiba Mamoru datta nante…» (タキシード仮面の正体が地場衛だったなんて・・・)    | 27 марта 2004    |
| Действие 26        | Усаги-тян — настоящаяя Принцесса «Usagi-chan ga Hontō no Purinsesu!» (うさぎちゃんが本当のプリンセス！)                                          | 3 апреля 2004    |
| Действие 27        | Луна становится сейлор-воином «Runa ga Sērā Senshi ni Nacchatta!» (ルナがセーラー戦士になっちゃった！)                                           | 17 апреля 2004   |
| Действие 28        | Ами-тян, добро пожаловать! «Ami-chan Okaeri!» (亜美ちゃんおかえり！)                                                                             | 24 апреля 2004   |
| Действие 29        | Переведенная ученица Мио Куроки — соперница Минако? «Minako no Raibaru, Kuroki Mio ga Tenkōsei?» (美奈子のライバル、黒木ミオが転校生？)          | 1 мая 2004       |
| Действие 30        | Мио сбивает с толку Усаги «Usagi o Damasō to suru Mio» (うさぎをだまそうとするミオ)                                                              | 8 мая 2004       |
| Действие 31        | Юпитер пробудила свою силу сейлор-воина! «Jupitā ga Senshi no Chikara ni Mezameta!» (ジュピターが戦士の力に目覚めた！)                           | 15 мая 2004      |
| Действие 32        | Возвращение Мамору «Kaettekita Mamoru» (かえってきた衛)                                                                                          | 22 мая 2004      |
| Действие 33        | Ами-тян переходит в другую школу? «Ami-chan ga Tenkō?» (亜美ちゃんが転校？)                                                                      | 29 мая 2004      |
| Действие 34        | Разговор матери с дочерью «Hanashiau Oyako» (はなしあう親子)                                                                                     | 5 июня 2004      |
| Действие 35        | Сейлор Венера и Цоизит работают вместе? «Sērā Vīnasu to Zoisaito ga Kyōryoku?» (セーラーヴィーナスとゾイサイトが協力？)                          | 12 июня 2004     |
| Действие 36        | Принцесса Сейлор Мун появилась! «Purinsesu Sērā Mūn Tōjō!» (プリンセス・セーラームーン登場！)                                                    | 19 июня 2004     |
| Действие 37        | Принцесса приведёт к катастрофе?! «Purinsesu ga Wazawai o Okasu!?» (プリンセスがわざわいをおこす！？)                                            | 26 июня 2004     |
| Действие 38        | Верьте мне! Я не могу разрушить планету! «Shinjite! Zettai, Hoshi wa Horobinai!» (信じて！ぜったい、星はほろびない！！)                          | 3 июля 2004      |
| Действие 39        | Мама Усаги-тян пробует быть репортёром!! «Usagi-chan no Mama ga Repōtā ni Chōsen!!» (うさぎちゃんのママがレポーターにちょうせん！！)             | 10 июля 2004     |
| Действие 40        | Минако против Рэй — где же битва? «Minako buiesu Rei Baturo no Yukue wa?» (美奈子ＶＳレイ バトルのゆくえは？)                                    | 17 июля 2004     |
| Действие 41        | Теперь я сейлор-воин! «Jitsu wa Senshi nano!» (じつは戦士なの！)                                                                                 | 24 июля 2004     |
| Действие 42        | Я не хочу использовать силу Иллюзорного Серебряного Кристалла! «Maboroshi no Ginzuishō no Chikara wa Tsukawanai!» (幻の銀水晶の力はつかわない！) | 31 июля 2004     |
| Действие 43        | Обязательство Мамору и Усаги «Usagi to Mamoru no Yakusoku» (うさぎと衛の約束)                                                                    | 7 августа 2004   |
| Действие 44        | Цоизит снова становится камнем «Ishi ni Modotta Zoisaito» (石にもどったゾイサイト)                                                               | 14 августа 2004  |
| Действие 45        | Жесткая атака Йомы Метарии «Metaria Yōma no Hageshii Kōgeki» (メタリア妖魔のはげしい攻撃)                                                        | 21 августа 2004  |
| Действие 46        | Сейлор Венера пробуждает свою силу сейлор-воина «Senshi no Chikara ni Mezameta Sērā Vīnasu» (戦士の力にめざめたセーラーヴィーナス)               | 28 августа 2004  |
| Действие 47        | Прощай, Минако «Sayōnara, Minako» (さようなら、美奈子)                                                                                           | 4 сентября 2004  |
| Действие 48        | Металия похитила Мамору! «Mamoru ga Metaria ni Nottorareta!» (衛がメタリアにのっとられた！)                                                      | 18 сентября 2004 |
| Последнее действие | Пятеро сейлор-воинов пытаются опередить свои прошлые жизни «Zensei o Norikoeta Gonin no Senshi-tachi» (前世をのりこえた５人の戦士たち)           | 25 сентября 2004 |
| Только на дисках   | |                  |
| Название акта      | Название акта | Дата выхода      |
| Special Act        | Мы женимся!!! «Watashi-tachi Kekkon Shimasu!!» (わたしたち結婚します！！)                                                                        | 24 ноября 2004   |
| Act.ZERO           | Рождение Сейлор Ви «Sērā Bui Tanjō» (セーラーＶ誕生)                                                                                             | 3 января 2004    |
| Act.ZERO           | Хина... Потом «Hina… Sonogo» (陽菜…その後) | 25 марта 2005    |
| Act.ZERO           | Тайна появления Такседо Маска «Такиси:до Камэн Тандзё: но Химицу» (タキシード仮面 誕生の秘密)                                                    | 25 марта 2005    |

## В ролях
- Мию Саваи — Усаги Цукино, Принцесса Серенити
- Тисаки Хама — Ами Мидзуно
- Кэйко Китагава — Рэй Хино
- Мю Адзама — Макото Кино
- Аяка Комацу — Минако Айно/Сейлор V
- Рина Койкэ — Луна Цукино/Сейлор Луна
- Кэйко Хан — Луна (голос в образе кошки)
- Каппэй Ямагути — Артемис (голос)
- Дзёдзи Сибуэ — Мамору Джиба
- Ая Сугимото — Королева Берилл
- Дзюн Масуо — Джедайт
- Хироюки Мацумото — Нефрит
- Ёсито Эндо — Зойсайт
- Акира Кубодэра — Кунсайт
- Алиса Дурброу — Мио Кироки
- Тиэко Кавабэ — Нару Осака
- Масая Кикавада — Мотоки Фурухата
- Каори Моривака — Икуко Цукино
- Наоки Такэси — Синго Цукино
- Моэко Мацусита — Хина Кусака
- Наруси Икэда — Сугао Сайто, менеджер Минако